# Akurenam
Akurenam – miasto w środkowej części Gwinei Równikowej, w prowincji Prowincji Środkowo-Południowej. Według danych szacunkowych z 2012 roku liczyło 2 638 mieszkańców.